# Селищі (Кімрський район)
Селищі (рос. Селищи) — присілок в Кімрському районі Тверської області Російської Федерації.
Населення становить 25 осіб. Входить до складу муніципального утворення Центральне сільське поселення.

## Історія
Від 2005 року входить до складу муніципального утворення Центральне сільське поселення.

## Населення
| 1859 | 1889 | 2002 | 2010 |
| ---- | ---- | ---- | ---- |
| 504  | ↗582 | ↘40  | ↘25  |